# Juliusz Kulesza
Juliusz Kulesza (ur. 19 maja 1928 w Warszawie, zm. 5 lutego 2025) – polski grafik i pisarz, uczestnik powstania warszawskiego, kapitan Wojska Polskiego, autor książek dotyczących II wojny światowej.

## Życiorys
Wychował się na Starym Mieście i Żoliborzu. Jego rodzice w okresie międzywojennym pracowali w Polskiej Wytwórni Papierów Wartościowych (PWPW). Okupację spędził w Warszawie jako uczeń tajnych kompletów gimnazjalnych i wieczorowej szkoły poligraficznej. W latach 1942–1944 praktykant-rysownik w PWPW (ówczesna Staatsdruckerei). W powstaniu warszawskim walczył na Starym Mieście. Żołnierz Armii Krajowej w samodzielnej grupie PWB/17/S (Podziemna Wytwórnia Banknotów), uczestnik bojów o redutę PWPW, odznaczony Krzyżem Walecznych. Nosił pseudonim „Julek”. Po powstaniu uciekł z obozu Dulag 121 w Pruszkowie.
W latach 1945–1948 mieszkaniec Łodzi, gdzie zdał maturę w Liceum Ogólnokształcącym im. Gabriela Narutowicza. Latem 1948 wrócił do Warszawy. Student Państwowej Wyższej Szkoły Sztuk Plastycznych, a od 1950 Akademii Sztuk Pięknych – po połączeniu obu uczelni. W 1954 uzyskał dyplom ASP na wydziale grafiki (pracownia prof. Tadeusza Kulisiewicza). Członek Związku Polskich Artystów Plastyków, uczestnik krajowych i zagranicznych wystaw, w tym kilku indywidualnych. W latach 1956–1958 członek grupy artystycznej „Korekta”. Przez ponad 30 lat projektant grafiki użytkowej dla wydawnictw (około 800 projektów zrealizowanych drukiem). W latach 1966–1972 grafik telewizyjnego magazynu „Refleksje”. Prowadził zajęcia pt. „Grafika współczesnej prasy” ze studentami wydziału dziennikarskiego Uniwersytetu Warszawskiego.
W latach 70. XX w. zajął się historią powstania warszawskiego. Autor i współautor licznych książek oraz artykułów na ten temat, a także kilkunastu haseł w Encyklopedii Powstania Warszawskiego.
Pojawił się w kilku filmach dokumentalnych związanych z powstaniem warszawskim.
W czasie okupacji niemieckiej zaczął grać w piłkę nożną – był juniorem drużyny AKS Żoliborz uczestniczącej w nielegalnych rozgrywkach piłkarskich. W latach 1946–1947 piłkarz łódzkiego KS „Spójnia”. Od 1938 kibic „Polonii” Warszawa. Autor publikacji poświęconych podziemnym rozgrywkom piłkarskim w Warszawie w okresie okupacji.
W 2002 został awansowany do stopnia porucznika, a w 2018 roku do stopnia kapitana Wojska Polskiego. Członek Światowego Związku Żołnierzy Armii Krajowej, Związku Powstańców Warszawskich i Polskiego Towarzystwa Historycznego. Przez całe życie był bezpartyjny. Od 2023 roku Honorowy Obywatel m.st. Warszawy.
Został pochowany na cmentarzu Bródnowskim w Warszawie (kwatera 22H-4-26).

## Publikacje
- Z Tasiemką na czołgi, Warszawa: Czytelnik, 1979, 1984, Warszawa: PWPW S.A., 2014.
- Reduta PWPW, Warszawa: PAX, 1989.
- Sierpień przez całe życie, Warszawa: Anta, 1994.
- Batalion DZIK w Powstaniu Warszawskim, opracowanie zbioru dokumentów, 1994.
- Przeciw konfidentom i czołgom (wspólnie z Robertem Bieleckim), 1996.
- Starówka. Warszawskie Termopile 1944, 1999.
- W murach Polskiej Wytwórni Papierów Wartościowych, Warszawa: Askon, 2003.
- Garłuch. 7 pułk piechoty AK, Warszawa: Vipart, 2004.
- Bohaterowie dwóch miast, Warszawa: Instytut Historii PAN, 2006.
- Powstańcza Starówka. Ludzie i ulice, Warszawa: Askon, Attyka, 2007.
- Bankowe szańce (wspólnie z Edmundem Baranowskim), Warszawa: Askon, 2009
- Między Baranem a Narutowiczem. Zapiski warszawskiego łodzianina, 2010.
- Żyrafa przeciw panterom. IV Zgrupowanie żoliborskiego Obwodu AK w Powstaniu Warszawskim, 2010.
- Warszawskie gry wojenne. Wspomnienia z lat wojny, okupacji i Powstania Warszawskiego (wspólnie z Edmundem Baranowskim), Warszawa: WIS, 2011.
- Podziemny futbol 1939-1944, Warszawa, 2012.
- Zakazane gole. Futbol w okupowanej Warszawie, Warszawa: Instytut Wydawniczy Erica, MPW, 2014.
- Z wyroku Polski Podziemnej, Warszawa: Mireki, 2015.
- Sen o Rybakach, Warszawa: PWPW S.A., 2015.
- Zapamiętane, Warszawa: PWPW S.A., 2020.
- 101 moich plastyków, Warszawa: PWPW S.A., 2022.
- Staromiejskie zgrupowanie „Róg”. Kalendarium, Warszawa: IPN/MPW, 2024.

## Odznaczenia
- Krzyż Oficerski Orderu Odrodzenia Polski (2001, za wybitne zasługi dla niepodległości Rzeczypospolitej Polskiej, za działalność społeczną na rzecz organizacji kombatanckich)[5]
- Krzyż Kawalerski Orderu Odrodzenia Polski
- Krzyż Walecznych (1944)[2]
- Krzyż Armii Krajowej
- Warszawski Krzyż Powstańczy
- Krzyż Partyzancki
- Medal Wojska
- Medal za Warszawę 1939–1945
- Medal „Za popularyzację Powstania Warszawskiego”
- Odznaka honorowa „Za Zasługi dla Warszawy”
- odznaki honorowe kombatanckich środowisk: zgrupowania „Leśnik”, zgrupowania „Róg”, batalionów „Dzik” i „Pięść”
- Kustosz Pamięci Narodowej (2015)[6]
- Medal Pro Bono Poloniae (2023)[7]